# Esashi, Hokkaidō (Hiyama)
Esashi (江差町 Esashi-chō) là thị trấn thuộc huyện Hiyama, phó tỉnh Hiyama, Hokkaidō, Nhật Bản. Tính đến ngày 1 tháng 10 năm 2020, dân số ước tính thị trấn là 7.428 người và mật độ dân số là 68 người/km2. Tổng diện tích thị trấn là 109,57 km2.